# کیم ریهولت
کیم استیون باردروم ریهولت (دانمارکی: Kim Steven Bardrum Ryholt؛ زادهٔ ۱۹ ژوئن ۱۹۷۰) مصرشناس دانمارکی است. او استاد رشتهٔ مصرشناسی در دانشگاه کپنهاگ و متخصص در تاریخ و ادبیات مصر باستان است. ریهولت از سال ۲۰۰۸ مدیر مرکز پژوهشی «قانون اساسی و شکل‌گیری هویت در نخستین جوامع باسواد» در چارچوب «برنامه برتری دانشگاه کپنهاگ» بوده و از سال ۱۹۹۹ نیز مدیریت «مجموعه و پروژه پاپیروس کارلسبرگ» را بر عهده دارد.

## پژوهش
یکی از مهم‌ترین آثار کیم ریهولت کتابی است به نام «وضعیت سیاسی مصر در دوران میانه دوم (حدود ۱۸۰۰ تا ۱۵۵۰ پیش از میلاد)» که در سال ۱۹۹۷ منتشر شد. ایدن دادسون، مصرشناس برجستهٔ انگلیسی، این کتاب را اثری «بنیادین» برای درک دوره دوم میانی مصر می‌داند، زیرا در آن تاریخ سیاسی این دوره بررسی شده و بازسازی به‌روزتر و دقیق‌تری از فهرست پادشاهان تورین ارائه گردیده است؛ بازسازی‌ای که از زمان انتشار اثر آلن گاردینر با عنوان «فهرست سلطنتی مصر» در سال ۱۹۵۹ تاکنون بی‌سابقه بوده است. این کتاب همچنین فهرستی جامع از تمام آثار، کتیبه‌ها و مُهرهای شناخته‌شده مربوط به پادشاهان این دوره را دربردارد.
ری‌هولت همچنین متخصص در زمینه پاپیروس‌ها و ادبیات دموتیک (نویسه‌نگاری مصری متأخر) است و کتاب‌ها و مقالات متعددی در این حوزه نگاشته است. در سال ۲۰۱۱، او موفق به شناسایی هویت شاه خردمند و مشهور، نچپسوس، شد.
از سال ۲۰۱۳ تاکنون، او سرپرستی پروژه‌ای دربارهٔ جوهرهای باستانی به‌عنوان فناوری را بر عهده دارد.
او همچنین کتابی دربارهٔ تجارت آثار باستانی به همراه فردریک نورلاند هاگن نوشته است.

## دوره میانه دوم
مطالعه ریهولت به یافته‌های باستان‌شناسی متعددی اشاره دارد، از جمله کشف پادشاه جدیدی از هیکسوس‌ها به نام ساکیر-حَر و همچنین یافتن سنگ‌درگاهی در منطقه جبل انتف در میانه دهه ۱۹۹۰، که نشان می‌دهد سخم‌رع شدتاوی سوبک‌امساف (که در اینجا سوبک‌امساف دوم در نظر گرفته شده)، پدر پادشاهان تبسی دودمان هفدهم یعنی اینتف ششم و اینتف هفتم بوده است. ری‌هولت همچنین سند معروف به سنگ‌نبشته طوفانِ (Unwetterstele) متعلق به احمُس را بررسی می‌کند.
در این کتاب، او با قوت استدلال می‌کند که دودمان شانزدهم مصر از پادشاهان تبسی با شواهد اندک تشکیل شده بوده است، از جمله: نبیریو یکم، نبیریو دوم، ببی‌عنخ و سخم‌رع شدواست که در واپسین صفحه باقی‌مانده از فهرست تورین ثبت شده‌اند؛ در حالی‌که پیشتر تصور می‌شد این دودمان متشکل از شاهزادگان تابع و کم‌اهمیت هیکسوسی در مصر سفلی بوده است.
از مباحث مهم دیگر در این کتاب، ارائه شواهدی است مبنی بر اینکه سخم‌رع خوتاوی سوبک‌حتپ — و نه وگاف — نخستین پادشاه دودمان سیزدهم مصر بوده است. همچنین ریهولت دربارهٔ منشأ خارجیِ پادشاه سامی‌تبار این دودمان به نام خنجر بحث می‌کند؛ پادشاهی که دست‌کم ۴ سال و ۳ ماه سلطنت کرده و این مدت از روی یادداشت‌های تاریخ‌دار کارگران در بلوک‌های سنگی مربوط به مجموعه هرم او مشخص شده است.
اما بحث‌برانگیزترین نتیجه‌گیری ریهولت به هویت و تاریخ‌گذاری دودمان چهاردهم مصر مربوط می‌شود. ریهولت – مانند مانفرد بیتاک – بر این باور است که این دودمان مقدمه‌ای بر ظهور دودمان پانزدهم مصر (هیکسوس‌ها) بوده، اما برخلاف بیتاک، آن را هم‌زمان با دودمان سیزدهم می‌داند؛ یعنی از ابتدای تشکیل دودمان سیزدهم در حدود ۱۸۰۰ پیش از میلاد تا فروپاشی آن در حدود ۱۶۵۰/۱۶۴۸ پیش از میلاد.
این دیدگاه از سوی پژوهشگرانی چون دافنا بن‌تور و جیمز/سوزان آلن در نقدی بر کتاب زیر سؤال رفته است. ریهولت همچنین پیشنهاد داده که ششی، معروف به ماعی‌برع ششی — یکی از شناخته‌شده‌ترین پادشاهان دودمان چهاردهم — با دوران آغازین دودمان سیزدهم هم‌زمان بوده، و برای این ادعا به کشف مهر این پادشاه در محوطه اورونارتی استناد کرده است؛ جایی که مهرهای مربوط به دو پادشاه آغازین دودمان سیزدهم نیز یافت شده‌اند.
اما دافنا بن‌تور اعتبار این زمینه باستان‌شناسی را زیر سؤال برده و احتمال داده که مهر ششی در واقع متعلق به دوره پادشاهی نوین (New Kingdom) بوده باشد. این احتمال از سوی ایوون مارکویتز نیز تأیید و توسط جورج ریسنر پذیرفته شده است. همچنین، ادعای ریهولت مبنی بر اینکه پادشاهان ششی، عَمّو آحوتپرع و یاکبیم سخائن‌رع متعلق به دودمان چهاردهم مصر بوده‌اند، توسط بررسی‌های بن‌تور دربارهٔ سطوح باستان‌شناسی مهرهایشان به چالش کشیده شده است؛ او معتقد است که این مهرها به نیمه دوم دوره هیکسوسی (دودمان پانزدهم) تعلق دارند و هم‌زمان با دودمان سیزدهم نبوده‌اند.